# Sideritis ajpetriana
Sideritis ajpetriana là một loài thực vật có hoa trong họ Hoa môi. Loài này được Klokov miêu tả khoa học đầu tiên năm 1960.